# 快速球

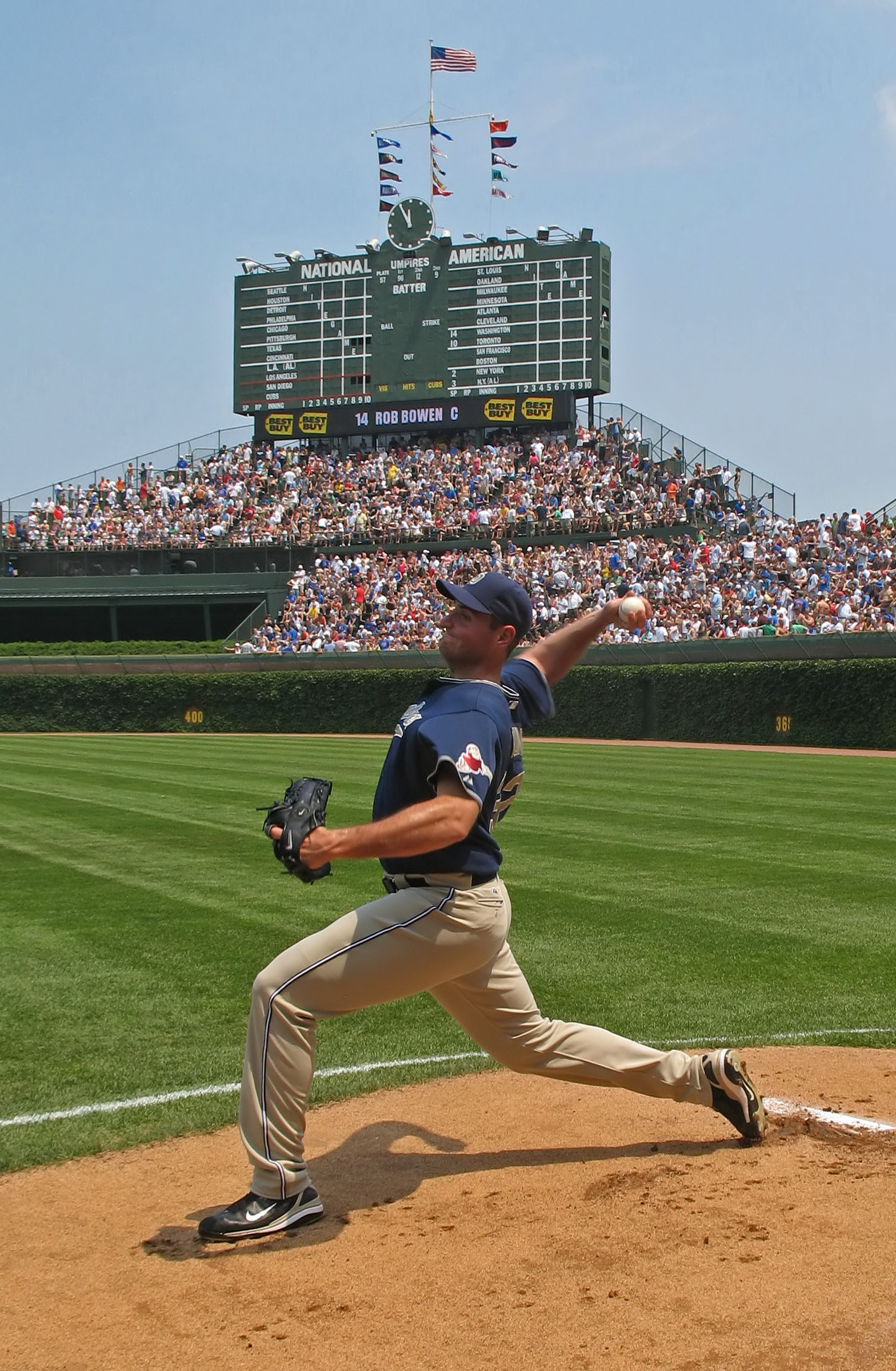
在暖身區投手丘上正準備投出四縫線快速球的教士隊投手克里斯·楊。

快速球，又稱直球，是棒球比賽中最常見的棒球球路。一些強力型投手，像是諾蘭·萊恩與藍迪·強森，都曾投出時速95—103英哩（153—165公里）的快速直球，並靠這個速度來避免球被打擊者擊中。其他投手投得較慢，但是會在球上做點動作或者盡量投在投手板的外側使得打者不容易打到。有時候在球被投出去之前，若能減少打者看到球的時間，也能對打者造成球速上的錯覺，這種球路就是爆炸快速球（exploding fastball）：儘管速度不快，但是球似乎很快就到達本壘板了。快速球投出時球通常是逆轉前進的，依據馬格納斯效應的理論在球上就會產生一個上升的力量，這就使得球下墜的速度比預期的來得慢。若是在投球時讓這種效應更加明顯，這種球路就稱上升快速球（rising fastball），在打者眼中球就像是會往上飄似的。握球時食指與中指跨過縫線最寬的地方可以投出最直線的球路，而因為從球的表面來看每旋轉一圈有四條縫線，所以稱之為四縫線快速球（four-seam fastball）。若是以四縫線的握法，但是手指偏離中心部位，則會投出球路偏斜的快速球，稱之為切球/卡特球（cut fastball/cutter）。若食指與中指是握在縫線最窄的地方，並且是食指與中指平行扣在縫線上，則是二縫線快速球(two-seam fastball)。若以二縫線的握法，但食指施加較多的壓力，則會形成沉球/伸卡球（sinker）。快速球另外還有指叉球（forkball）與叉指快速球/快速指叉球（split-finger fastball/splitter）等變化。

## 投法

### 四縫線快速球
四縫線快速球是通常在投手要取得球數上的領先，或者是要取得一個好球數的時候所使用的球路。這種快速球就是需要非常直的行進路線，盡量避免各種偏斜。這種球路通常也是一個投手能投出最快速度的球路，速度因人而異，最高記錄是辛辛那提紅人隊投手阿羅魯迪斯·查普曼（Aroldis Chapman）於2010年9月24日對聖地牙哥教士的比賽中投的每小时105.1英里（169.1），納入金氏世界紀錄。
四縫線快速球有兩種投法。其中最傳統的投法是找到縫線成馬蹄形的地方，也就是縫線最寬的地方。讓這些縫線與身體保持平行，將食指與中指與縫線成垂直放在球上，並且指頭是落在最遠的那根縫線上。然後將姆指置於球的下方，位置大約就在食指與中指中間。用這種握法，姆指通常不會碰到縫線。

### 二縫線快速球
二縫線快速球的設計是要比四縫線快速球多一些行進路線上的變化以使打者不能夠確實擊中，但是相對來說這種球路也比較難以掌握與控制。由於球的行進路線並非是平直的，所以有時又被稱為移動快速球。
投手拿著球並找到兩條縫線最接近的地方，然後將縫線與身體垂直，再把食指與中指分別放在縫線上，而且是從指尖到指根幾乎都是貼在縫線上。姆指則置於球的下方，位置大約就在食指與中指中間，約略會碰到縫線呈馬蹄形的部份的頂端。拇指第一關節的側邊到中間的這個部位必需放在縫線上。
若球在出手時，食指施加較多的壓力，則會形成下沉球。投出時球路會依速度、揮臂角度與手指在球上的施力點而有所變化。王建民、哈勒戴、格雷格·麥達克斯與佩卓·馬丁尼茲都是以特別犀利的二縫線快速球而聞名的投手。而王建民更是主要靠下沉球於2006年及2007年在大聯盟例行賽中均獲得十九勝的佳績，與明尼蘇達雙城隊的尤漢·山塔納並列為全聯盟最多勝投手。

### 上升快速球
上升快速球主要是打者產生的錯覺，也是一種球路上的迷思。有些打者宣稱真的看過會「上升」的快速球，聲稱這種球路一開始像是一般的快速球，但是到了本壘板前它會上升幾英吋並且會突然加速。湯姆·西佛與德懷特·古登是最常被稱為具有這種怪異球路的王牌投手；此外，佩卓·馬丁尼茲，馬克·普萊爾與特洛依·帕西佛等人也有一手上升尾勁誇張的快速球。會投此種球路的尚有另一個：馬克‧沃勒斯，他的上飄球的尾勁甚至比切球還強。
因為人類體能上的限制，上升快速球無法在人類的棒球史上真正的出現，一般認為這是錯覺。真正的情況是球的逆轉會形成向上的馬格努斯力，使球受到的重力有所減少。球的轉速越快，這種效應會越明顯，在超過一定轉速後，球因重力下墜的幅度將會小於一般情況下的預期，造成球會上升的錯覺。此外，高轉速也會增加球表面紊流的強度，使得球的形狀阻力大幅減小。由於高速運動物體的空氣阻力主要來源為形狀阻力，所以高轉速讓球的阻力減小，球的初速與末速差距便會因而減小，這不但會讓球的下墜幅度更小（因為受到重力影響的時間變短），更會讓打者有一種球突然加速的錯覺（因為速差變小）。
此外，這種錯覺同時來自於一個採過肩投法投手，通常身高在六英呎（183公分）以上，從投手丘（投手板比地面高出十英吋）投球所造成的結果。從打者的眼中看來，一個採過肩投法的投手的放球點似乎是在打者肩膀甚至是腰帶的高度，但是事實上是在打者的頭部還要高幾英吋的地方。球進壘時比打者感覺的放球點還要高得許多，就會加強快速球「上升」的錯覺。
要投出所謂的上升快速球，除了球速儘量地快之外，手指亦要緊緊地且用力地扣住縫線，在出手的瞬間利用手腕用力下壓來扣球。想要投出威力強大的上升速球，手腕的運用是很重要的技術。
對下勾式與低肩側投的投手來說，使用較難操作的技巧就有可能投出上升快速球。因為這類投手的放球點接近地面，而這種球的行進軌跡比較少見，所以打者會感覺到球會上升。不過這種並非是那些相信看到快速球會上升的打者所稱的上升快速球。左投手席德·費南德茲就是以類似下勾式投法所投出的上升快速球而聞名。

### 切球

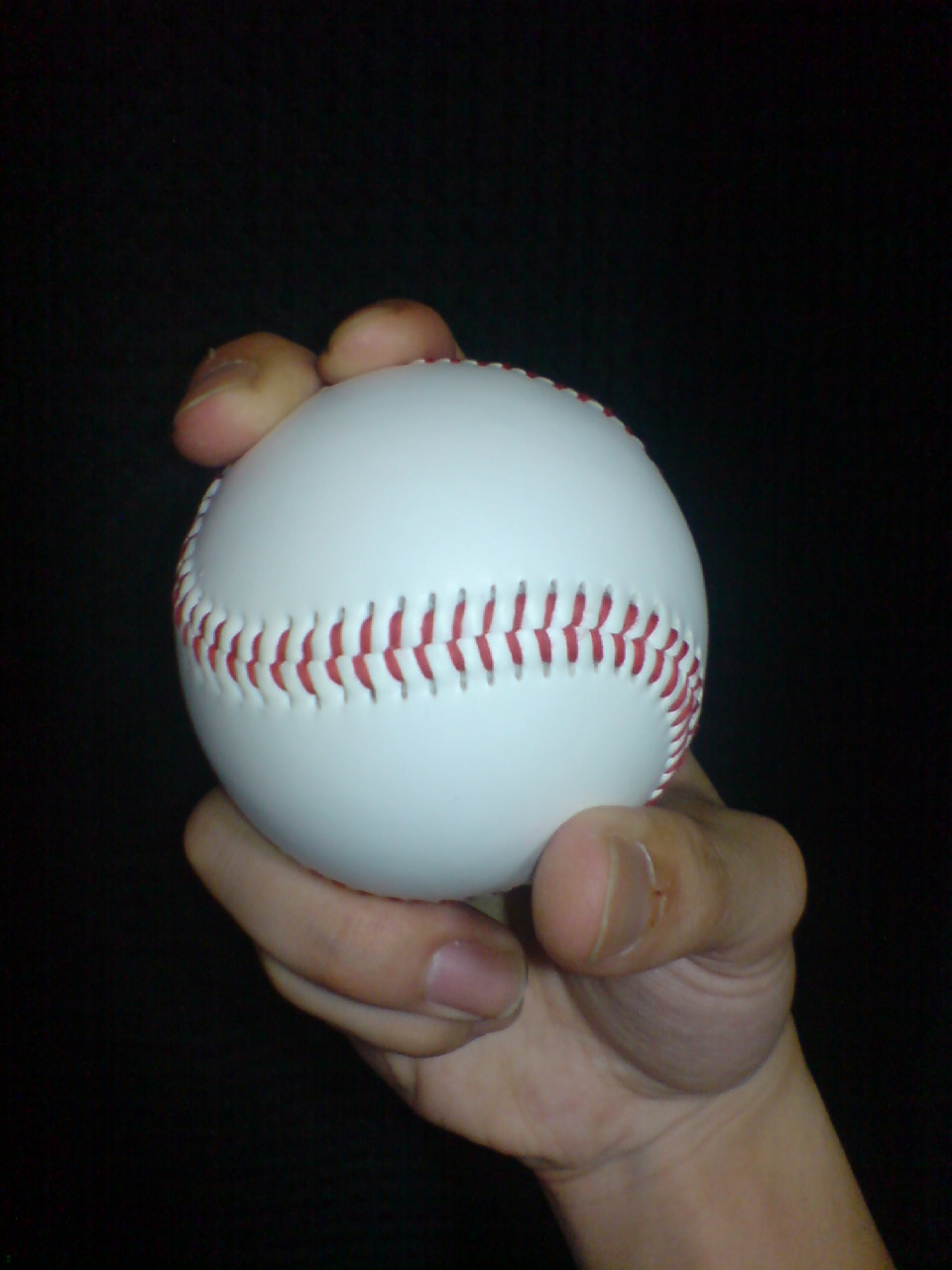
「切球」的握法（正面）

切球、外切快速球或卡特球是一種在進壘時球路會有稍許變化的快速球。這種球路介於快速直球與滑球之間，通常是在投球時要投得比滑球還快，而且比典型的快速直球要多做些動作。一般投卡特球的方法是在投快速直球時，中指指尖多施加點壓力。右投手的卡特球對右打者來說是向外角移動，對左打者來說是向內角移動。
紐約洋基隊的救援投手馬里安諾·李維拉是知名的切球投手。在大聯盟史上，李維拉主要就是靠這種球路而成為最佳的終結投手之一。李維拉的切球特別有效是因為球進壘時橫移的幅度很大，而且球速還可以保持在時速93英哩（150公里）最快可達98英哩（157公里）。儘管只有切球與四縫線快速球兩種球路，但是李維拉的切球就讓他成為大聯盟裡讓人又怕又敬的投手之一。另外像艾爾·萊特靠切球就替他贏得職棒生涯中162勝與無安打比賽；艾斯提邦·羅艾薩也藉著犀利的切球而在2003年贏得21勝。
洛伊·哈勒戴的切球也投得非常好，但他聲稱這種球路會讓他的手臂疼痛：「大概有一半時間都是在投切球……或許投太多了」 （页面存档备份，存于） 。不過，有趣的是根據最近的統計(2009)，其切球所佔的配球比例越來越重，另外一種二縫線速球─伸卡球的使用越來越少。
馬克·伯爾利與安迪·派提特也是對切球很拿手的知名投手。

### 噴射球
(又稱R速球)
投手在投球的過程中，食指多用力些而產生的變化。噴射球是日本投手使用廣泛的一種球路，球投出後進壘前和速球相同，進壘時向右打者的內側及下方作微幅的變化。有點像螺旋球，不過變化幅度並沒有那麼大。
代表人物：杜福明、許銘傑、方福仁